# Estádio Marcelo de Moura e Souza
Estádio Marcelo de Moura e Souza, conhecido como Marcelão, é uma praça esportiva localizada no bairro de Vila Salutaris, em Paraíba do Sul, no estado do Rio de Janeiro.

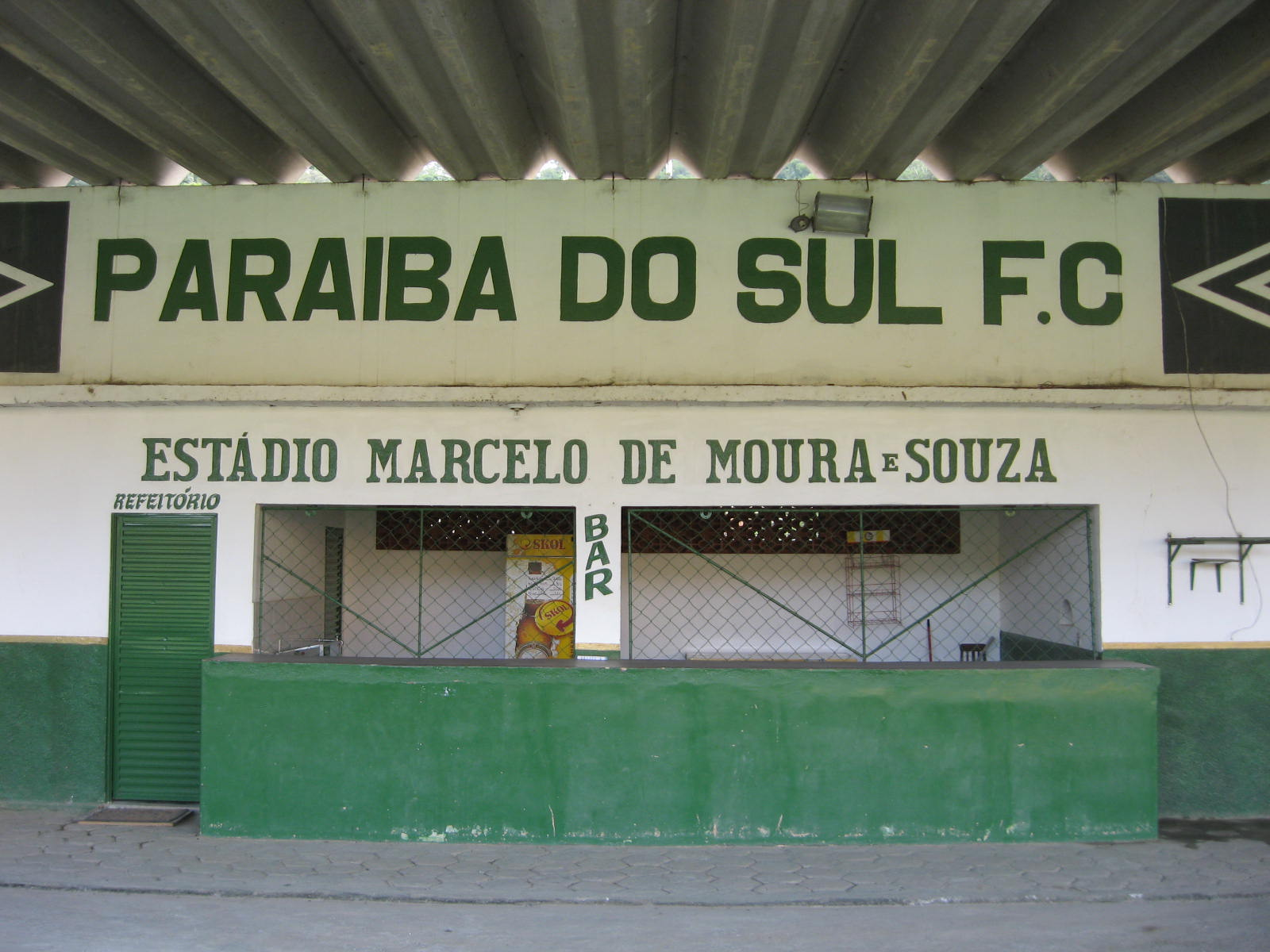
Marcelo de Moura e Souza

## História
Inaugurado em 18 de junho de 1994 como praça esportiva do Esporte Clube Vila Nova, agremiação amadora alvirrubra da cidade. O estádio foi incorporado ao Paraíba do Sul Futebol Clube quando este foi fundado e adentrou ao profissionalismo em 2005.
Serve, portanto, como mando de partidas de clubes profissionais como o próprio Paraíba do Sul Futebol Clube e o Três Rios Futebol Clube, quando este último está impedido de jogar na sua cidade.
Em 2016, foi usado para seleção de novos atletas para o Vasco.